# Microctenochira cumulata
Microctenochira cumulata  (лат.) — вид жуков щитоносок (Cassidini) из семейства листоедов.
Центральная Америка: Гватемала, Коста-Рика, Мексика, Никарагуа, Панама. Южная Америка: Венесуэла, Эквадор.
Форма тела уплощённая. Растительноядный вид, питается растениями семейства вьюнковые (Convolvulaceae: Ipomoea batatas), астровые (Asteraceae: Jacquemontia hirtiflora).